# Dominique Canty
Dominique Danyell Canty (Chicago, 2 marzo 1977) è un'ex cestista statunitense, professionista nella WNBA.

## Carriera
È stata selezionata dalle Detroit Shock al terzo giro del Draft WNBA 1999 (29ª scelta assoluta).